# Terraza de los Tesoros

La Terraza de los Tesoros está en el plano entre el Monte Cronio y los números 7 y 8. Están numerados de izquierda a derecha desde el I al XII: I: Tesoro de Sición. IV: Epidamno: V: Bizancio. VI: Síbaris. VII: Cirene: VIII: Selinunte. IX: Metaponto. X: Mégara. XI: Gela. Los números II y III corresponden a Tesoros no identificados.

La Terraza de los Tesoros del Santuario de Olimpia era una serie de pequeños edificios en forma de templo situada en la zona noroeste del Altis, en la falda del monte Cronio. Todos menos dos fueron construidos por colonias griegas para depositar valiosas ofrendas votivas y donativos. 
Su construcción se remonta a inicios del siglo VI a. C. Para las colonias griegas del Mediterráneo occidental, enclavadas lejos de su metrópoli el nexo más aglutinador lo constituía su creencia en el gran dios Zeus venerado especialmente en Olimpia, al que era necesario ofrecer periódicamente sacrificios para honrarle y tener su favor. Como se precisaban vasos y utensilios aptos y valiosos para las ceremonias sacrificiales, así como un lugar seguro en donde poderlos guardar, y también las propias ofrendas hechas a Zeus, surgió la idea de la construcción de las diversas cámaras de los Tesoros, que a expensas de cada ciurad se fueron erigiendo en la falda del monte Cronio. De los doce tesoros edificados solo se han identificado diez, los de Sición, Siracusa, Epidamno, Bizancio, Síbaris, Cirene, Selinunte, Metaponto, Mégara y Gela. Pausanias cita diez de los doce que existieron, debido a que cuando visitó Olimpia, dos de los edificios del conjunto habrían sido destruidos para dar paso al camino que conducía desde el Santuario al monte Cronio.
Señala Dress que con la edificación de sus respectivos tesoros las diversas colonias querían además de cumplir con un deber devocional, conseguir fama y notoriedad política ante sus conciudadanos de origen. De ahí, que todas las polis (ciudades) que los construyeron fueron de población doria, ya que Olimpia era el Santuario principal de los dorios.
En los edificios de la Terraza de los Tesoros no solo debieron de guardarse objetos artísticos de distinta valía, sino que también es muy probable que en la arcas de sus recintos estuviesen depositadas sumas considerables de dinero procedentes de las diversas ofrendas hechas a Zeus y las demás divinidades honradas en el Altis. De ahí, como opina Drees, que Olimpia debió de convertirse en un centro financiero de importancia, lo que contribuyó a darle reputación y poder, como lo demuestra el hecho de que la Liga del Peloponeso durante la guerra del Peloponeso, contaran con la ayuda financiera de los dirigentes eleos.

## Arquitectura

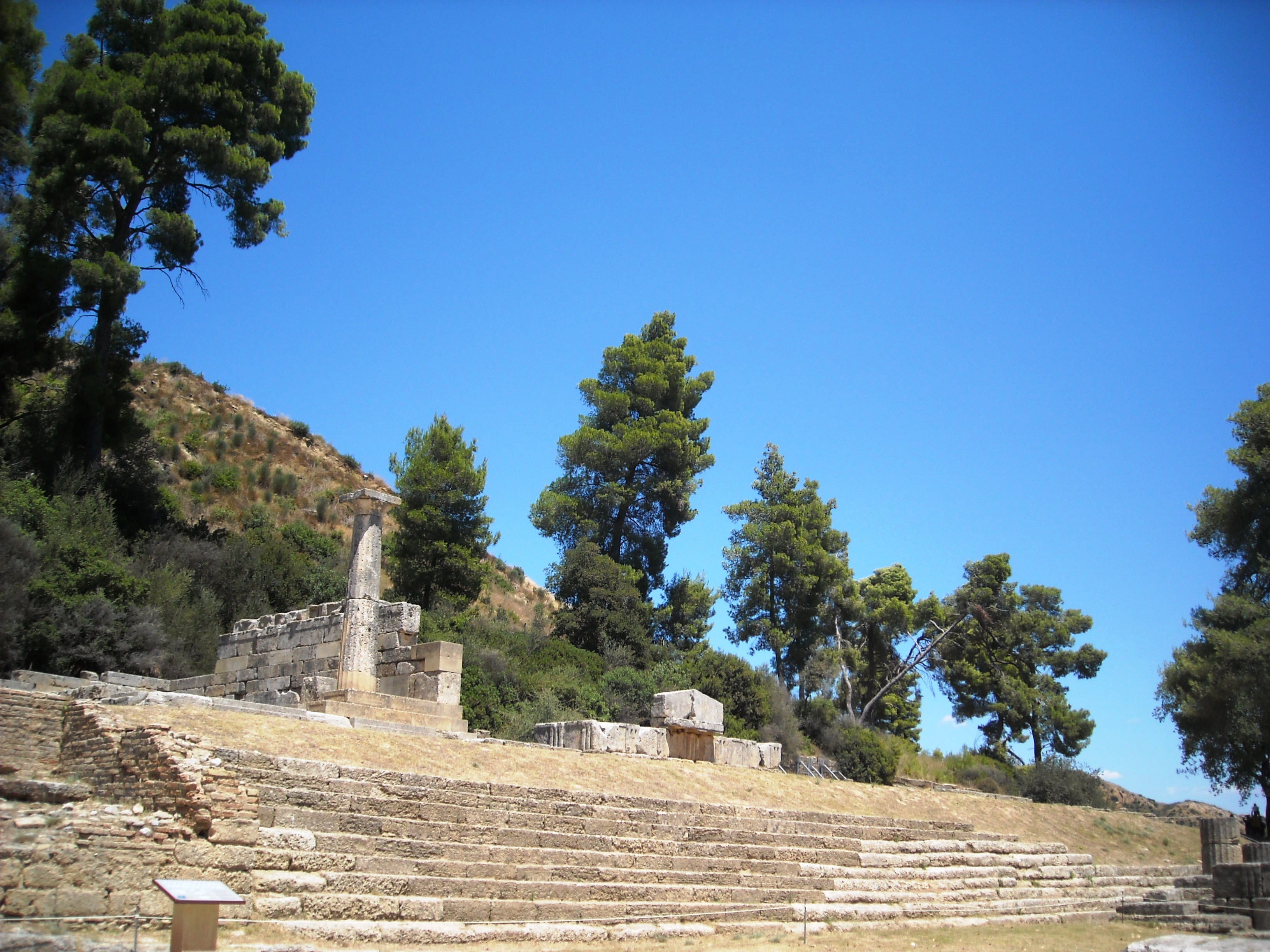
Terraza de los Tesoros de Olimpia.

Arquitectónicamente los Tesoros se edificaron guardando un orden preconcebido. Genéricamente ofrecían el aspecto de un pequeño templo con dos columnas en el frente que formaban una especie de antecámara y que contenían una arcada y un frontón sobre la misma entrada. Algunos de los frontones estaban decorados con relieves y grupos escultóricos.
El espacio interior, con la excepción del de Gela, tenía forma rectangular y se componía de una única cámara en donde se depositaban y guardaban todos los objetos preciosos cuya permanencia a la intemperie corrieran peligro de deterioro, extravío o hurto.
Todas las pequeñas edificaciones se elevaban sobre una especie de terraza de tres metros de altura por encima del nivel medio del Altis, a la que se subía por unas gradas de piedra porosa que debieron construirse en fecha posterior a los tesoros, probablemente en el año 330. Al fondo, un muro delimitaba las cámaras de la falda del monte Cronio. el cual además de servir para evitar los arrastres y corrimientos de tierras, cerraba por ese punto la posible entrada al Santuario. Se construyó también en fecha posterior al conjunto principal.

## Tesoros
Se enumeran 12 tesoros. 
Tesoro de los sicionios

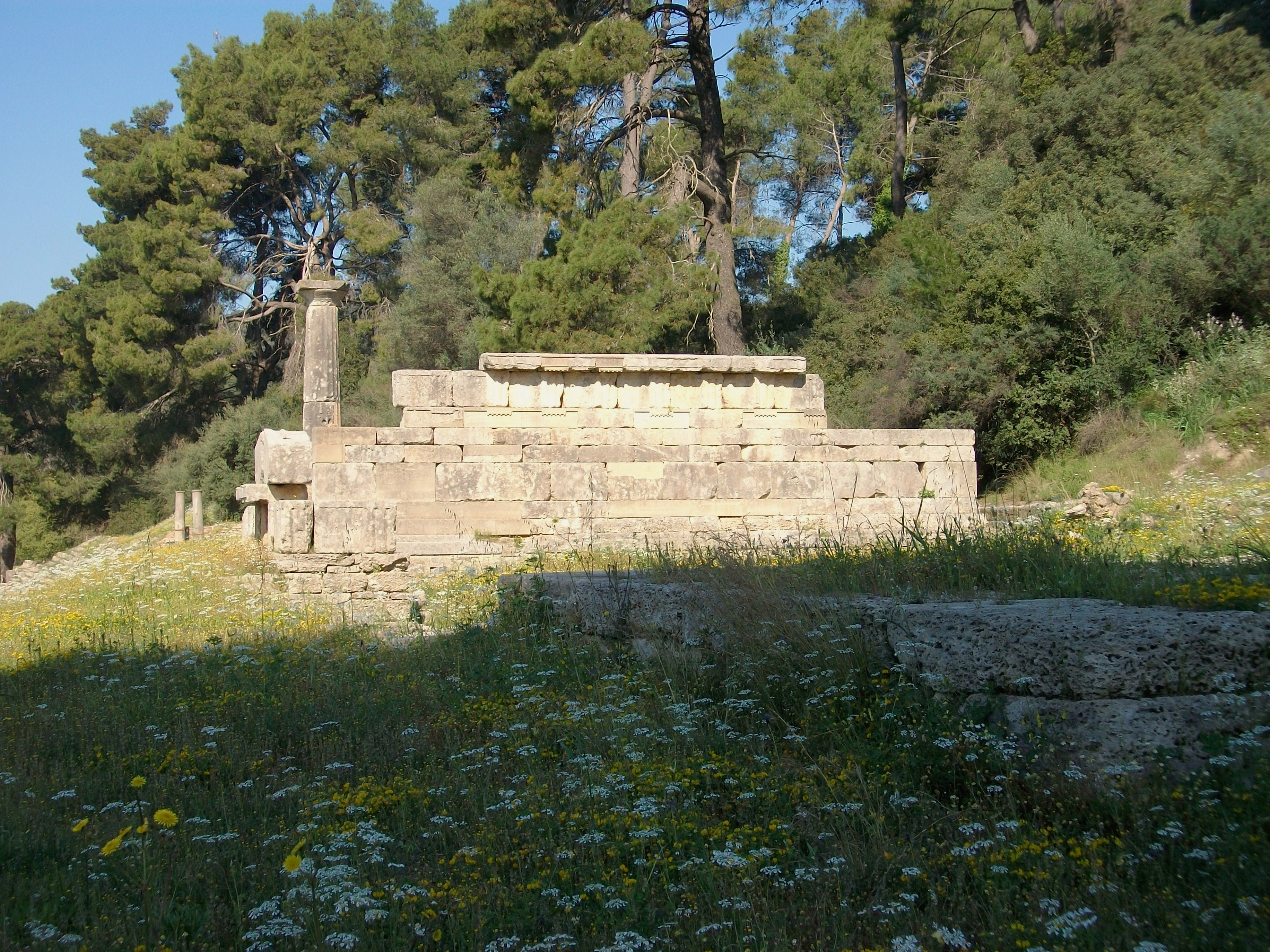
Tesoro de Sición.

El Tesoro de los sicionios se erigió entre finales del siglo VI y principios del siglo V a. C. Es la edificación de las que se han conservado más restos. El tesoro fue ofrenda de Mirón, tirano de Sición. Era de piedra caliza, con el techo interior de mármol, lujo que en Olimpia solo poseía el Templo de Zeus Olímpico.
Sus dimensiones interiores eran 6,40 metros de ancho por 11,78 m de fondo. Las columnas de la fachada medían 3,85 m.
Pausanias describe diversos objetos de la cámara de este tesoro: «Hay tres discos que se usan para la prueba del pentatlón. También hay un escudo de bronce adorando con pinturas en la parte interior, un casco y unas grebas con el escudo. En las armas está inscrito que son las ofrecidas por los miones como primicia a Zeus ... Está también la espada de Pélope con la empuñadura de oro, un cuerno de Amaltea, ofrenda de Milcíades». Por último refiere que vio «una estatua de Apolo en boj con la cabeza sobredorada, ofrendada por los locrios, obra de Patrocles, hijo de Catilo de Crotona».
Tesoro de los siracusanos
Para la construcción de su Tesoro, los siracusanos trajeron ellos mismos el material base consistente en piedra blanca de Siracusa. Por la forma de la edificación y su enclave, parece que se erigió aprovechando un espacio intermedio que había quedado vacío, y es probable que su estructura fuera derruida antes de que se levantase el muro posterior de protección.
Tesoro de los epidamnios
Fue hecho por Pirro y sus hijos Lácrates y Hermón. Se decía que guardaba como ofrendas el mundo sostenido por Atlas y Heracles, el manzano, el árbol de las Hespérides, con una serpiente enroscada al manzano, hechos de madera de cedro.
Tesoro de los cireneos
En el de Cirene había estatuas de emperadores romanos.
Tesoro de los selinuntios
El Tesoro de los selinuntios fue edificado por sus habitantes antes de que los cartagineses arrasaran su ciudad en el 409 a. C. Alojaba un estatua del dios Dioniso con el rostro, pies y manos de marfil.
Tesoro de los metapontinos
El Tesoro de los metapontinos, construido al lado del Tesoro de Selinunte, contiene una representación de Endimión en marfil, excepto el vestido. Polemón de Atenas refiere que en este Tesoro había muchas copas de distinto tipo, de oro y de plata. Pausanias ignora el motivo de la destrucción del Tesoro. Señala que en su época solo permanecía en pie en Metaponto un teatro y una parte del recinto de la muralla.
Tesoro de los megarenses
Sobre el tesoro de los megarenses, Pausanias da una descripción minuciosa. Destaca la existencia de unas pequeñas figuras de cedro con incrustaciones de oro, que representaban la lucha de Heracles contra Aqueloo. Figuran allí Zeus, Deyanira, Aqueloo, Heracles, y Ares socorriendo a Aqueloo. También había una estatua de Atenea como aliada de Heracles, pero cuando Pausanias las vio, estaba junto a las Hespérides del Hereo. 
En el frontón del tesoro está labrada una artística Gigantomaquia, cuyas figuras estaban pintadas en azul y las armas usadas, en rojo.. Encima del frontón está un escudo en el que consta que los megarenses dedicaron el tesoro cuando vencieron a los corintios.
Tesoro de los gelanos
El Tesoro de los gelanos ofrecido por los ciudadanos de Gela fue el Tesoro centrado en el extremo este de la Terraza en inmediata proximidad con el pasadizo de entrada al Estadio de Olimpia. Fue quizás el edificio más completo y mejor construido de todos, y poseía una antecámara. Su construcción originaria que debió tener lugar en el siglo VI a. C. estaba orientada hacia el oeste y en tiempos posteriores y como consecuencia de al necesidad de alinear todas las edificaciones que se alzaban en la terraza cuando esta fue trazada, fue cambiada la entrada del Geloón, que quedó orientada al sur, dotándola de un pórtico.  pausanias vio la inscripción dedicatoria del edificio en el que se guardaban una serie de estatuas de las que ya no quedaba ninguna.
Tesoros de Bizancio y de Síbaris
Los sibaritas construyeron su tesoro que está junto al de los bizantinos. El de Bizancio, junto con los teosoros de Cirene y Epidamno eran los edificios más adornados con representaciones esculturóricas en sus respectivos frontones.